# 市民会馆教堂 (慕尼黑)

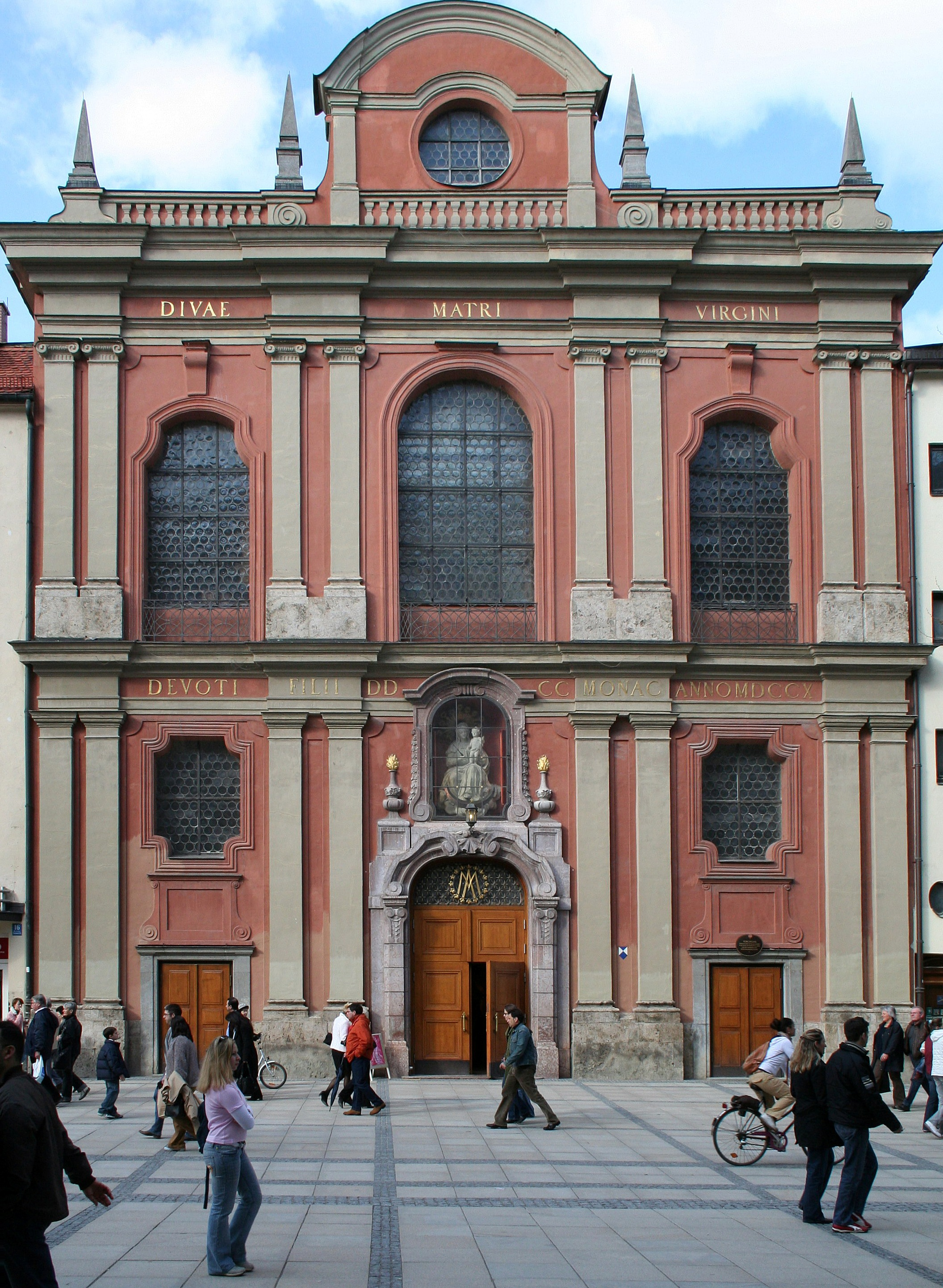
伯格塞尔教堂

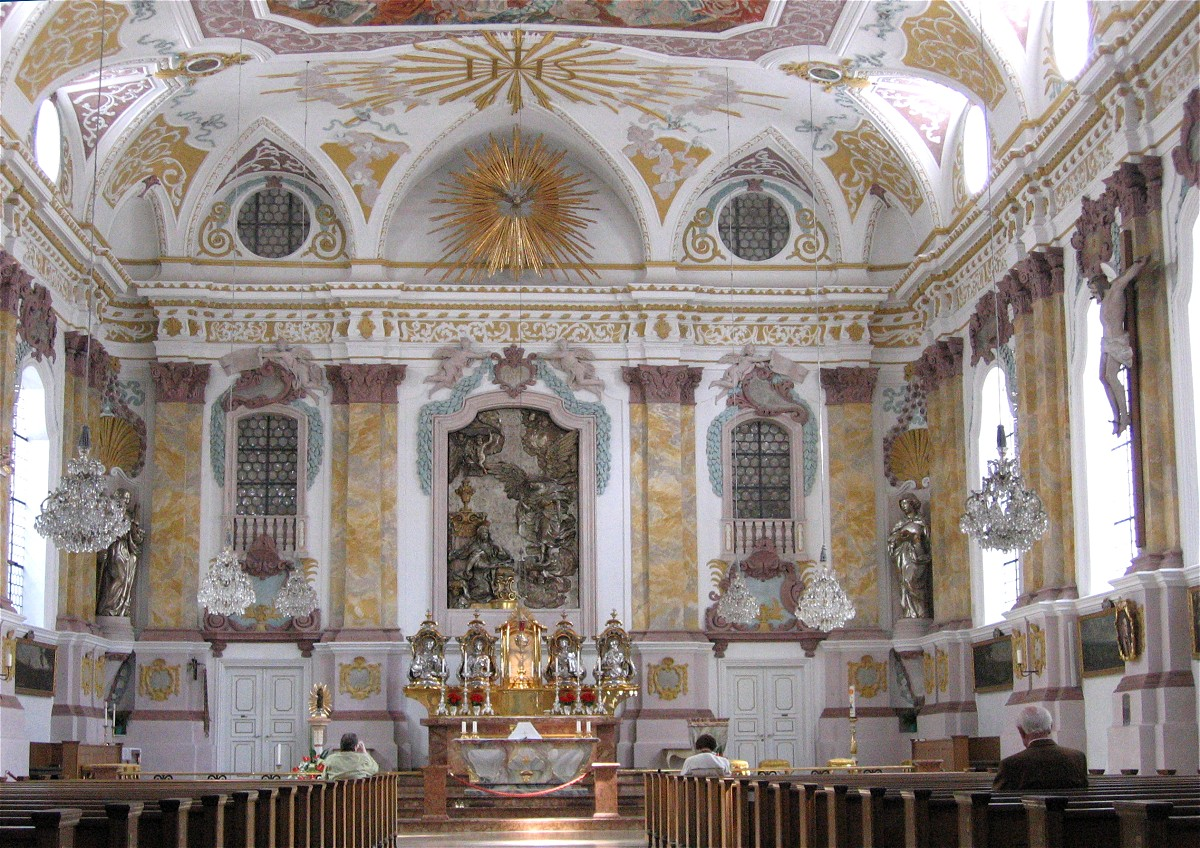
上教堂祭台

伯格塞尔教堂（市民会馆教堂，Bürgersaalkirche）位于慕尼黑古老的内城步行区的东西干道Neuhauser大街14号，卡尔门内，东面紧邻耶稣会的圣弥额尔教堂。
自从1778年5月13日祝圣以来，这里一直非正式地称为市民会馆教堂。自1778年起，会馆改为教堂使用。作为耶稣会圣母中学男子圣会的集会厅。 第二次世界大战期间，1944年，市民会馆教堂遭到轰炸，外墙被毁，只有正立面完好无损。
教堂内部分为上下教堂。上教堂（Oberkirche）相当于市民会馆。只有天花板壁画“圣母升天”（Martin Knoller， 1773/74）没有修复。总体设计为Johann Andreas Wolff。由于最初并非用于宗教仪式，主祭台位于北部。下教堂（Unterkirche）包括三间没有窗户的房间，19世纪末始建。

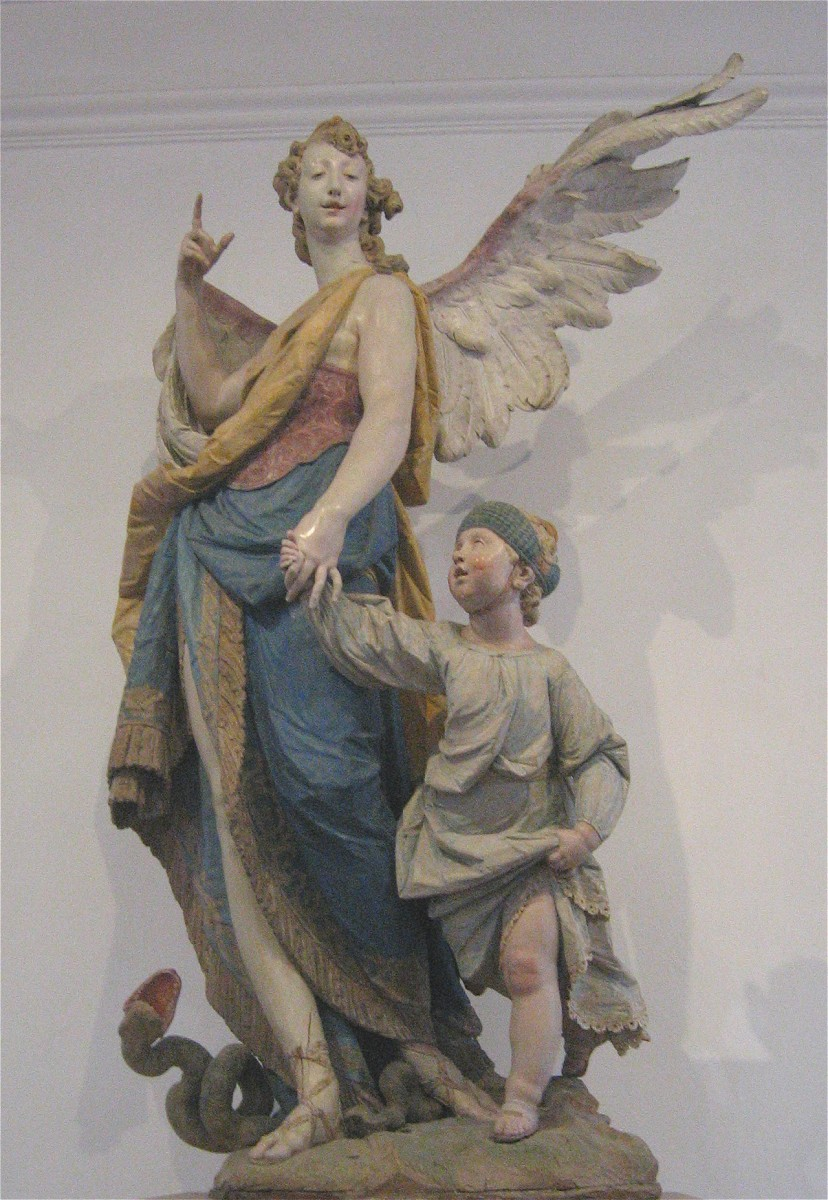
守护天使

## 艺术品
- 大祭台圣母领报浮雕，Andreas Faistenberger，1710
- 守护天使群（Schutzengelgruppe），京特（Ignaz Günther），1763.

## 埋葬的名人
- Seliger P. Rupert Mayer SJ （1948）